# Gap

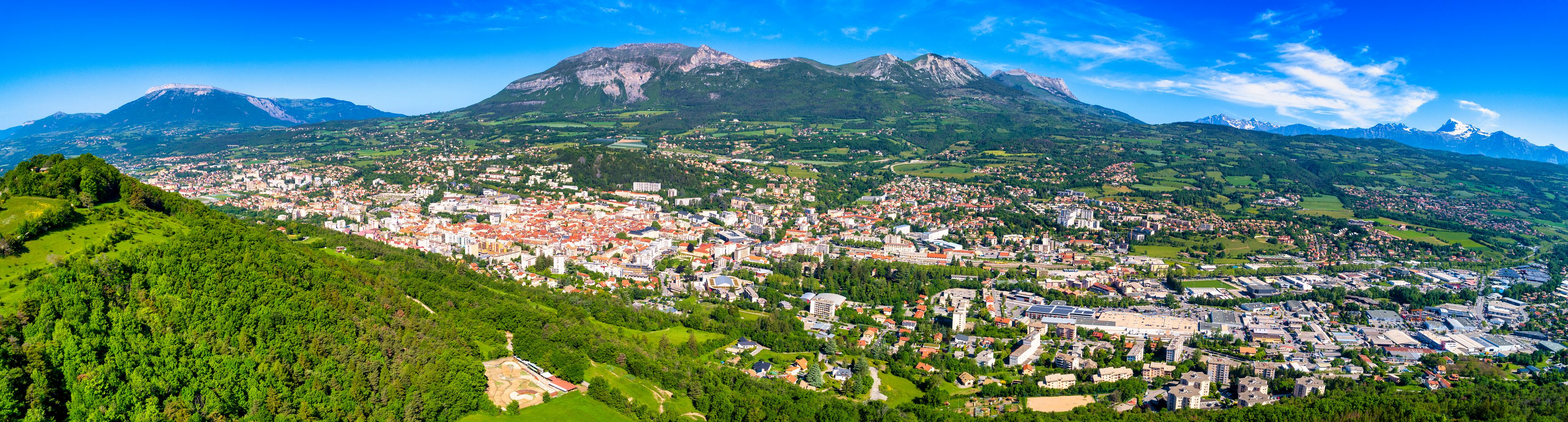
Pohled na město, pořízený z dronu

Gap je francouzské město, ležící v regionu Provence-Alpes-Côte d'Azur v Alpách, asi 100 km jihovýchodně od Grenoblu.

## Geografie
Sousední obce: Rabou, La Rochette, Rambaud a La Freissinouse.
Územím obce protéká říčka Luye.

## Historie
V době Říma se město jmenovalo Vapincum a byla zde umístěna vojenská jednotka.
Od 5. století zde sídlí biskup.

## Vývoj počtu obyvatel
Počet obyvatel

## Osobnosti
- Cyprien Sarrazin (* 1994) – francouzský alpský lyžař
- Sebastian Ogier(*1983) 8x titul mistra světa v rallye WRC

## Partnerská města
- Traunstein, Německo
- Bangou, Kamerun
- Pinerolo, Itálie